# Tiền Yên (xã)
Tiền Yên là một xã thuộc huyện Hoài Đức, thành phố Hà Nội, Việt Nam.

## Vị trí địa lý
Xã Tiền Yên nằm ở phần trung tâm huyện Hoài Đức. Đây là một xã nằm bên sông Đáy.

## Địa giới hành chính
- Phía Bắc giáp xã Đắc Sở
- Phía Tây giáp huyện Quốc Oai
- Phía Đông và Nam giáp xã Song Phương